# 南紀白浜インターチェンジ
南紀白浜インターチェンジ（なんきしらはまインターチェンジ）は、和歌山県西牟婁郡白浜町にある紀勢自動車道（近畿自動車道紀勢線）のインターチェンジである。

## 道路
- E42 紀勢自動車道

## 接続する道路
- 国道42号
- 和歌山県道34号白浜温泉線 新道(都市計画道路 白浜空港フラワーライン線)[3]

## 経緯
- 1998年（平成10年）12月25日 : 南紀田辺IC - 当IC間を施行命令[4]。
- 2003年（平成15年）12月25日 : 第一回国土開発幹線自動車道建設会議の決定で当IC - すさみ南IC間が新直轄区間に選定[4]。
- 2006年（平成18年）2月7日 : 第二回国土開発幹線自動車道建設会議の決定で南紀田辺IC - 当IC間が新直轄方式に移行[4]。
- 2015年（平成27年）5月28日 : IC名称を、「白浜IC」（仮称）から「南紀白浜IC」に正式決定。
- 2015年（平成27年）7月12日 : 南紀田辺IC - 南紀白浜IC間が開通[5][6]。
- 2015年（平成27年）7月12日 : 白浜空港フラワーライン線（県道）が一部先行開通（南紀白浜IC～白浜町中）
- 2015年（平成27年）7月17日 : 南紀田辺IC - 南紀白浜IC間で台風の影響で土砂崩れのため不通。開通5日目で崩土による不通。
- 2015年（平成27年）7月23日 : 南紀田辺IC - 南紀白浜IC間の土砂崩れ箇所が復旧。
- 2015年（平成27年）8月30日 : 南紀白浜IC - すさみ南IC間が開通[7]。
- 2015年（平成27年）9月18日 : 白浜空港フラワーライン線（県道）が延伸部分開通（白浜町中 - 才野ランプ）
- 2018年（平成30年）7月8日: 白浜空港フラワーライン線（県道）が全面開通（才野ランプ - 南紀白浜空港）

## 周辺
- 紀伊富田駅（JR西日本・紀勢本線）
- 南紀白浜温泉
- 白良浜
- 南紀白浜空港
- 南方熊楠記念館
- 白浜エネルギーランド
- アドベンチャーワールド
- 京都大学白浜水族館
- 白浜町立富田小学校
- 白浜町立南白浜小学校
- 白浜町立富田中学校
- 天然記念物　オオウナギ生息地

## 料金所
新直轄方式（無料区間）のため、料金所は設置されていない。

## 隣
E42 紀勢自動車道
(35)上富田IC - 道の駅くちくまの - (36)南紀白浜IC - (37)日置川IC